# Попов Микола Миколайович (партійний діяч)
Попо́в Мико́ла Микола́йович (24 грудня 1890 [5 січня 1891], місто Кутаїсі, тепер Грузія — розстріляний 10 лютого 1938) — радянський діяч, секретар ЦК КП(б)У, історик комуністичної партії. Член ЦК КП(б)У в грудні 1925 — червні 1930 р. і лютому 1933 — липні 1937 р. Член Оргбюро ЦК КП(б)У в грудні 1925 — квітні 1929 р. і лютому 1933 — липні 1937 р. Кандидат у члени Політбюро ЦК КП(б)У в листопаді 1927 — квітні 1929 р. і лютому 1933 — травні 1936 р. Член Політбюро ЦК КП(б)У в травні 1936 — липні 1937 р. Член ЦК РСДРП (меншовиків) у 1917—1919 роках. Кандидат у члени ЦК ВКП(б) у липні 1930 — червні 1937 р. Кандидат у члени Виконавчого комітету Комуністичного Інтернаціоналу в 1935 — червні 1937 р.

## Біографія
Народився в родині вчителя. З 1907 по жовтень 1909 року працював репетитором у Владикавказі і Харкові. У 1908 році закінчив Владикавказьку класичну гімназію.
Член РСДРП з жовтня 1906 року. Належав до меншовиків. У 1908 році був секретарем Харківської міської організації РСДРП.
У 1908—1909 роках — студент юридичного факультету Харківського, а у 1909—1910 роках — Московського університету. Навчання не закінчив.
У 1909—1911 роках — член виконавчого комітету Московської окружної організації РСДРП. У грудні 1911 року був заарештований і висланий в Іркутську губернію на адміністративне поселення, працював у конторі. Після Лютневої революції 1917 року звільнений, з березня по травень 1917 року був секретарем Ради робітничих депутатів у місті Черемхово Іркутської губернії. У червні 1917 року повернувся до Харкова.
У липні 1917 — червні 1919 року — член Харківської Ради робітничих депутатів, член Харківського комітету і ЦК РСДРП (меншовиків). З жовтня 1917 по липень 1919 року — член редакцій газет «Социал-демократ», «Наш Юг» у місті Харкові. Був учасник IV з'їзду Рад Донецько-Криворізької області, був обраний на ньому кандидатом у члени Обласного комітету Рад робітничих депутатів Донецько-Криворізької області.
Про ідею створення республіки Донбас Попов писав: 
|  | Ідея самостійної, незалежної від України і включеної до складу РРФСР так званої Донецько-Криворізької республіки народилася у деяких харківських і донбаських товаришів під тиском ростовських товаришів, які приїхали до Харкова з Ростова після взяття останнього Каледіним». Мабуть, Попов має на увазі редакторів «Донецького пролетаря» Васильченко, Филова, Жакова. Причому, на думку Попова, принципова згода на це не було попередньо отримано «у партійному порядку, а було безпосередньо винесено на з'їзд. |

У 1918 році він був критиком ДКР за те, що її створили більшовики, а в 1930-ті роки не менш затято критикував ДКР за те, що вона була створена всупереч більшовикам.
Член РКП(б) з 1919 року.
У серпні 1919 — квітні 1920 року працював на Закавказзі за особливим дорученням Народного комісаріату закордонних справ РРФСР.
У квітні — грудні 1920 року — член редакційної колегії, заступник редактора і редактор газети ЦК КП(б)У «Комуніст» у місті Харкові.
У грудні 1920 — лютому 1921 року — завідувач відділу агітації і пропаганди ЦК КП(б)У.
19 лютого — червень 1921 року — 2-й відповідальний секретар Харківського губернського комітету КП(б)У. У червні 1921 — 13 лютого 1922 року — відповідальний (1-й) секретар Харківського губернського комітету КП(б)У. 
У травні 1922 — лютому 1924 року — інструктор, у лютому — жовтні 1924 року — заступник завідувача агітаційно-пропагандистського відділу ЦК РКП(б) в Москві. 
У жовтні 1924 — грудні 1927 року — завідувач агітаційно-пропагандистського відділу ЦК КП(б)У. Одночасно, в 1925 — червні 1926 року — відповідальний редактор газети ЦК КП(б)У «Коммунист» в місті Харкові. З листопада 1926 року — ректор Інституту марксизму при ЦК КП(б)У.
У грудні 1927 — липні 1928 року —  на відповідальній роботі в Комуністичній партії Західної України (КПЗУ) від Комінтерну, член ЦК КПЗУ.
У липні — жовтні 1928 року — 1-й заступник завідувача відділу агітації, пропаганди і друку ЦК ВКП(б) в Москві. У жовтні 1928 — червні 1929 року — завідувач відділу агітації, пропаганди і друку Московського міського комітету ВКП(б). У червні 1929 — лютому 1933 року — член бюро редакційної колегії газети ЦК ВКП(б) «Правда» у Москві.
Разом з Павлом Постишевим прибув на Україну і був призначений секретарем ЦК КП(б)У та завідувачем відділу пропаганди і преси (лютий 1933). Виступав проти Миколи Скрипника, Миколи Хвильового, Володимира Юринця й інших українських комуністів, на форумі Комінтерну — проти КПЗУ. Поширював культ Постишева.
27 лютого 1933 — 27 травня 1937 року — секретар ЦК КП(б)У. Одночасно, у лютому — червні 1933 року — завідувач відділу культури і пропаганди ЦК КП(б)У. У 1933 — червні 1937 року — директор інституту Маркса, Енгельса, Леніна при ЦК КП(б)У.
3 червня — 4 липня 1937 року — 3-й секретар ЦК КП(б)У. 17 червня 1937 року був заарештований органами НКВС і проголошений одним з керівників фіктивної націонал-фашистської організації України.
Опублікував «Очерки истории РКП(б)» (1926), «Нариси історії КП(б)У» (1928), «Жовтнева революція і національне питання» (1927).